# Tetiouchi
Tetiouchi (en russe : Тетюши ; en tatar : Тәтеш, Täteş) est une ville de la république du Tatarstan, en Russie, et le centre administratif du raïon Tetiouchski. Sa population s'élevait à 11 449 habitants en 2017.

## Géographie
Tetiouchi est située sur la rive du réservoir de Kouïbychev, à 14 km à l'ouest de Bolgar, à 35 km à l'est de Bouïnsk, à 73 km au nord d'Oulianovsk, à 93 km au sud de Kazan et à 715 km à l'est de Moscou.

## Histoire
Tetiouchi a été fondée XVIe siècle en tant que Tetiouchskaïa zastava (Тетюшская застава). Elle a le statut de ville depuis 1781. La ville se développa jusqu'à la fin du XIXe siècle comme centre commercial.
La ville fut le site d'une bataille pendant la rébellion de Stepan Razine.

## Population
Recensements (*) ou estimations de la population
| 1856  | 1897* | 1926* | 1939* | 1959* | 1970* | 1979*  |
| ----- | ----- | ----- | ----- | ----- | ----- | ------ |
| 2 300 | 4 754 | 4 801 | 8 600 | 7 884 | 8 513 | 10 199 |

| 1989*  | 2002*  | 2010*  | 2014   | 2015   | 2016   | 2017   |
| ------ | ------ | ------ | ------ | ------ | ------ | ------ |
| 10 487 | 11 931 | 11 596 | 11 419 | 11 410 | 11 337 | 11 449 |